# Fresnay-le-Comte
Fresnay-le-Comte är en kommun i departementet Eure-et-Loir i regionen Centre-Val de Loire strax norr om centrala Frankrike. Kommunen ligger i kantonen Chartres-Sud-Ouest som tillhör arrondissementet Chartres. År 2022 hade Fresnay-le-Comte 286 invånare.

## Befolkningsutveckling
Antalet invånare i kommunen Fresnay-le-Comte
Referens:INSEE